# Iamamiwhoami
iamamiwhoami este o un proiect audio-vizual de muzică electronică condus de către cântăreața suedeză Jonna Lee. Odată cu debutul său în mediul virtual din decembrie 2009, iamamiwhoami a lansat o serie de cântece care au fost promovate prin intermediul unor videoclipuri aferente încărcate pe profilul său oficial de pe site-ul YouTube. Primul album al grupului, intitulat Kin, a fost lansat în iunie 2011.

## Discografie
Albume de studio
- Kin (2012)